# シャー・ペイ

シャー・ペイ（英: Chinese shar pei, Chinese fighting dog, 中: 沙皮狗）は、中国原産の犬種。古くから牧羊犬、番犬、闘犬。現在ではもっぱら家庭犬または番犬。「沙」という漢字には「砂」という意味があるが
、「沙皮」は「紙やすりのような皮膚」
「荒い砂のような被毛」に由来する。

## 沿革
原産地は中国南部。広東省を中心に飼育されていた。祖先についてはっきりしたことは分かっていない。小島豊治はチベタン・マスティフが祖先ではないか、とする。一方デズモンド・モリスは、ハン・ドッグの子孫ではないか、とする。ハン・ドッグが品種改良の結果、本種とチャウ・チャウに分岐したと考えられる。

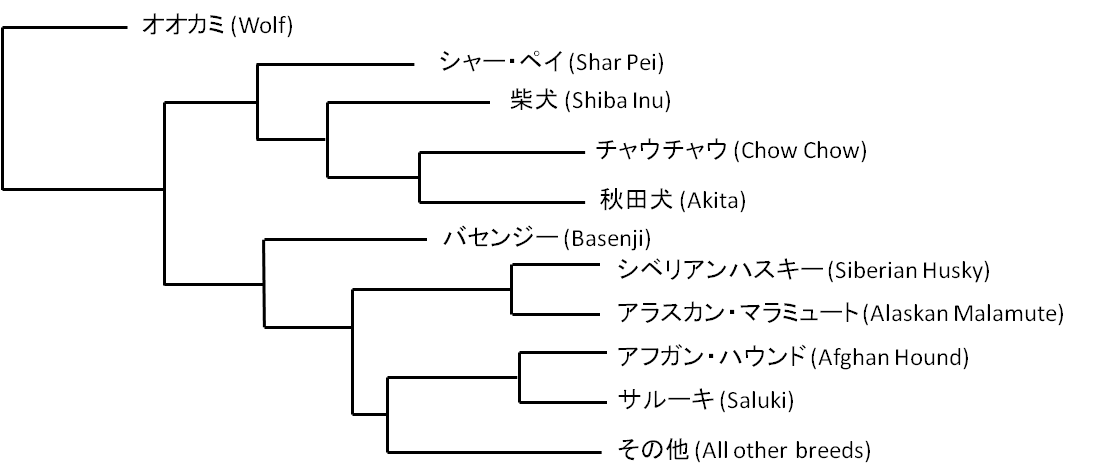
古代犬種の系統樹

本種の荒い、針のような直毛と、しわの多い皮膚は闘犬としての優れた資質である（対戦相手に噛みつかれても体をひねったり回転させたりして抜け出せる）。中国国内で闘犬として人気を博していたが、ヨーロッパから大型の闘犬が輸入されると本種はそれらに太刀打ちできず、人気は低落していった。また、中国が共産主義を採用すると、過去の記録が処分されてしまったため本種の歴史をたどることは非常に困難なものとなった。共産党指導者らはペットとして犬を飼育するのは西洋の退廃した習慣とみなし、都市部周辺の一部地域を除いてほとんどの犬は殺処分されてしまった。それでも何頭かが香港・台湾で繁殖、絶滅を回避した。1968年、香港ケネルクラブにより犬種として認定される
1978年版ギネスブックは、世界に60頭しかいない最も珍しい犬だと認定した。しかし、香港・マカオ・台湾のブリーダーたちの努力、ユニークな外見が米国のブリーダーたちに気に入られて数を増やしたことにより絶滅の危機を脱した。1993年現在、アメリカン・ケネル・クラブ
に登録された個体数は約19,000頭である。

## 特徴
体高46 - 51cm、体重18 - 23kgの中型犬。仔犬の頃は皮膚のたるみが多い。成長するとたるみが減って独特のしわを持つようになる。頭頂部に着く小さな三角形の耳は前方に垂れる。巻き尾。口吻は中くらいの長さで、眼から鼻先までは広く、先細りにならない。毛はザラザラとした硬いショートコートで、毛色は全身一色で、ブラック、レッド、明るいフォーン、クリームなど。
本種の皴は、真皮を形成する際に働く酵素の異常（突然変異による）が原因である。この事実は2008年、スペインのギョルダナ・ザナらの研究により明らかにされた。本種の個体の中には、この変異した遺伝子にもとづく皮膚病に罹患しやすいものもいる。この点は関係者（ブリーダー、ドッグショーの審査員、ケンネル・クラブなど）の間で問題視されている。性格に関して述べると、プライドが高いが心を許した人に対しては忠実で朗らか、愛情深い一面を見せる。。

## 派生犬種
シャー・ペイには2種類の派生犬種がある。どちらも愛玩用の犬種である。
- ミニチュア・シャー・ペイ（英：Miniature Shar Pei）

アメリカ合衆国原産。その名の通りシャー・ペイを小型化した犬種。
- オリエンタル・シャー・ペイ（英：Oriental Shar Pei）

同じくアメリカ合衆国原産。ミニチュア・シャー・ペイの健康状態を改良するために少々パグをかけ合わせて作出した犬種。